# Rafael Sánchez-Lozano Turmo
Rafael Sánchez-Lozano Turmo (Madrid, España, 20 de febrero de 1957) es un ejecutivo y empresario español. Ocupó el cargo de consejero delegado de Iberia y de British Airways.

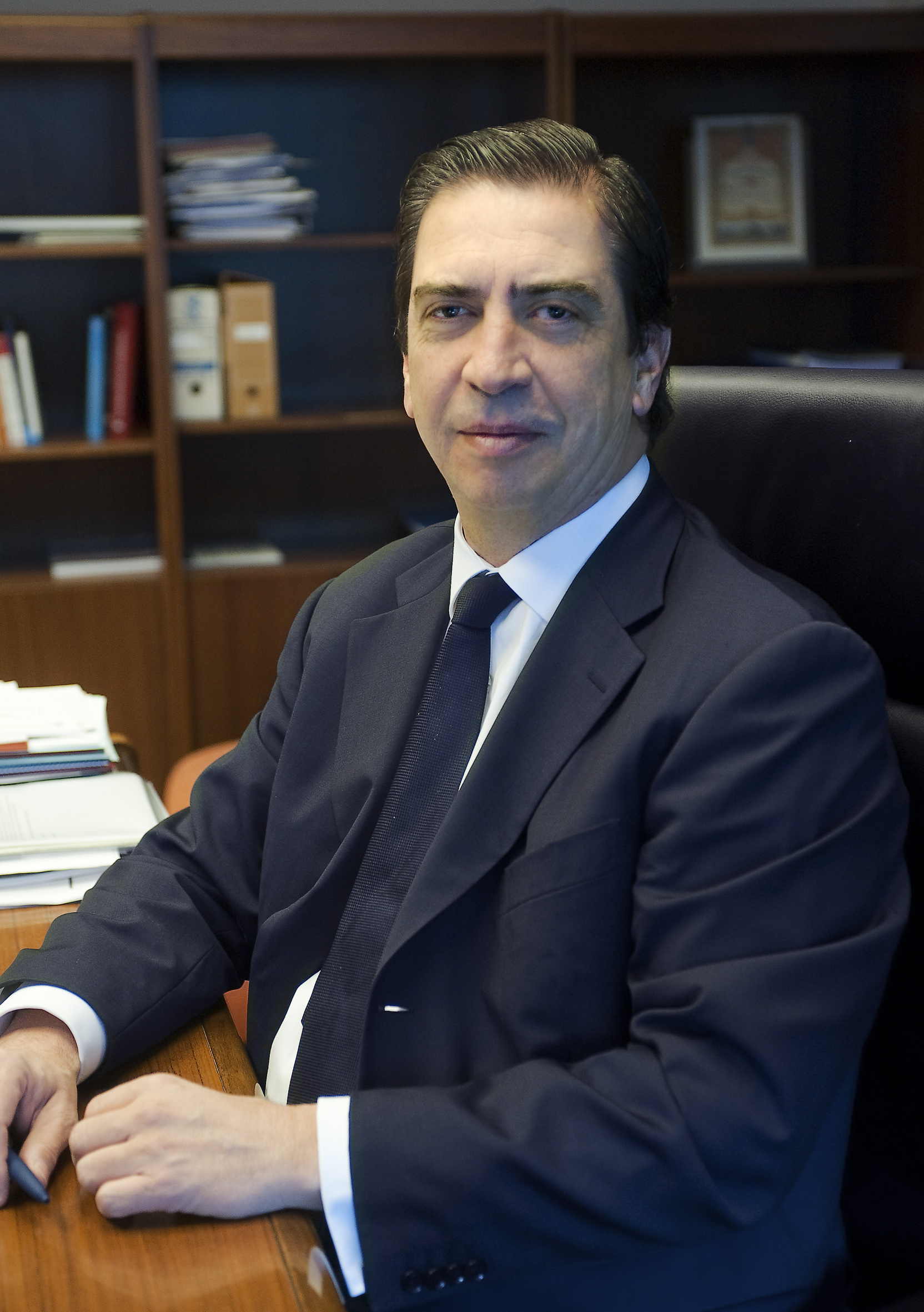
Rafael Sánchez Lozano. Consejero Delegado de Iberia y Consejero de IAG y British Airways.

## Biografía
Rafael Sánchez-Lozano, bisnieto del ingeniero Rafael Sánchez Lozano es licenciado en Derecho y en Ciencias Empresariales por ICADE de la Universidad Pontificia Comillas. Es padre de cuatro hijos, en su tiempo libre, disfruta de la ópera y el golf.
Ha estado vinculado desde 2007 a Iberia cuando fue nombrado consejero de la compañía española en representación de Valoración y Control, S.L. Desde julio de 2009 hasta marzo de 2013, ocupó el cargo de consejero delegado de Iberia y, desde diciembre del mismo año y hasta marzo del 2013, consejero de British Airways. Durante este periodo formó parte del consejo de administración de IAG, el holding que agrupó a Iberia y British Airways.
Posteriormente, pasó a ser presidente y consejero delegado de Ikran Capital.

## Trayectoria profesional
Antes de ser nombrado consejero delegado de Iberia, Sánchez-Lozano estuvo vinculado a Caja Madrid y, desde septiembre de 1999, ocupó diferentes cargos en la entidad financiera: director de Gestión de Riesgos Corporativos de la Unidad de Banca de Negocios, director de Inversiones Especiales, director de Fusiones y Adquisiciones, y director de Desarrollo Internacional e Inversiones Especiales. Posteriormente fue relegado a director de Desarrollo Corporativo en el holding Caja Madrid Cibeles.
Entre 1991 y 1998 desarrolló su carrera profesional en JP Morgan donde fue director de Cuentas encargado de relaciones con empresas de JP Morgan, responsable de créditos para España, y miembro del comité de dirección de JP Morgan en España.
De 1989 a 1991 fue director del Departamento de Fusiones y Adquisiciones con empresas de Asfín, S.A; y entre 1984 y 1989 ocupó diversos cargos en Manufacturers Hanover Trust Co. (director del Departamento de Créditos, Responsable de la ejecución de operación de Corporate Finance, y responsable de Relaciones con las empresas multinacionales). Durante los cuatro años anteriores (1980-1984) trabajó en Citibank, N.A, donde fue adjunto al Controller, director de Cuentas en la División de bienes de equipo, energía y construcción.